# جون باول جونز (رسام)
جون باول جونز (بالإنجليزية: John Paul Jones)‏ هو رسام أمريكي، ولد في 18 نوفمبر 1924 في إنديانولا في الولايات المتحدة، وتوفي في 25 سبتمبر 1999 في آشلاند في الولايات المتحدة.